# 潯陽樓

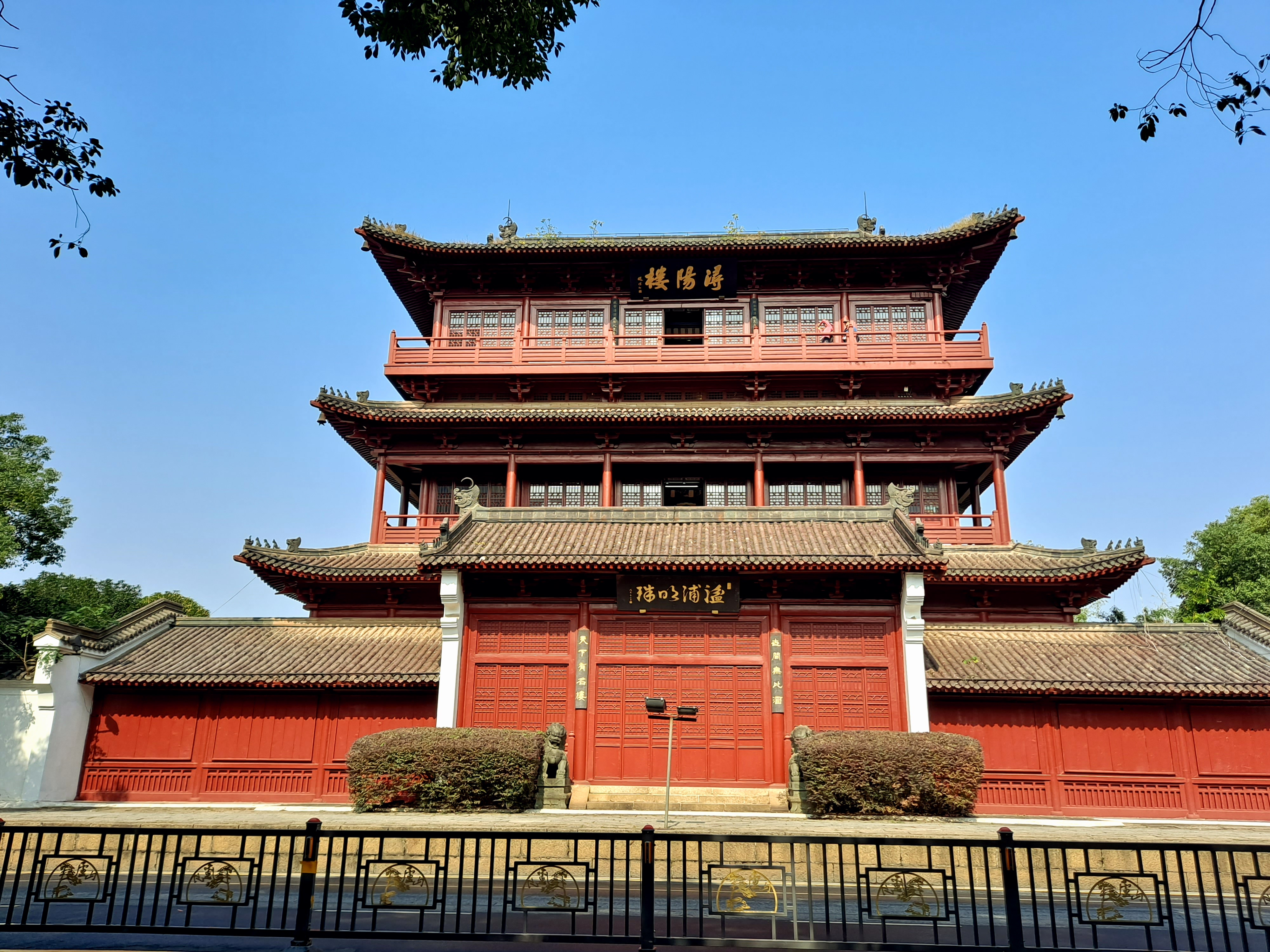
浔阳楼

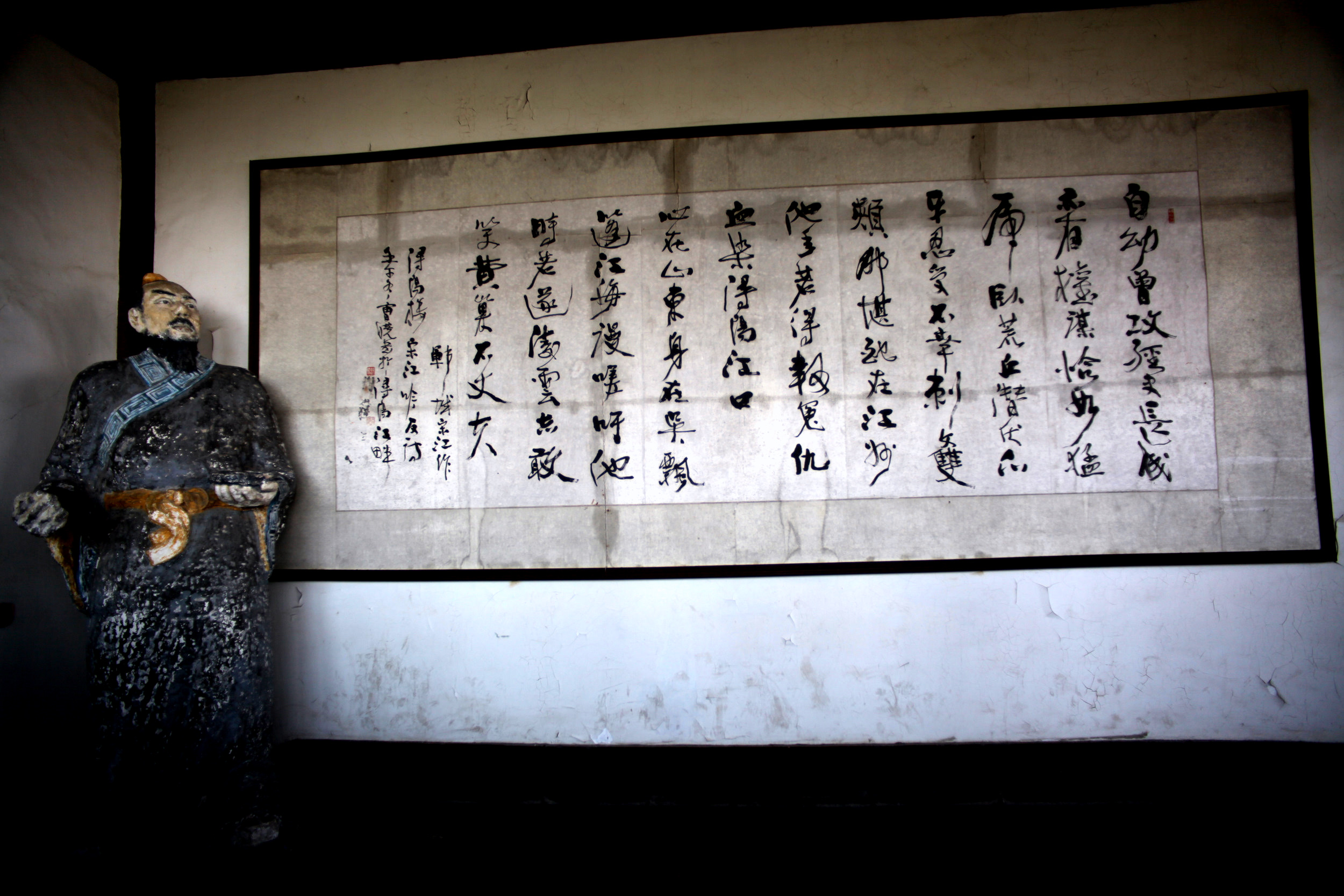
宋江浔阳楼反诗

潯陽樓又稱江西潯陽樓，是中華人民共和國江西省九江市九华门外的长江沿岸的一個建築。潯陽樓的始建年代未知，不過唐德宗贞元年间江州刺史韦应物、唐宪宗元和年间江州司马白居易、水浒传中的“宋江题反诗”、“李逵劫法场”以及康熙年间兵部侍郎佟法海等人的作品都有提到潯陽樓。1989年春，九江市政府重建浔阳楼。重建的浔阳楼占地1600平方米，楼高21米。